# Octav Pancu-Iași
Octav Pancu-Iași (14. dubna 1929, Iași – 16. dubna 1975, Bukurešť) byl rumunský spisovatel (především moderních pohádek pro děti), novinář a scenárista.
Pancu-Iași absolvoval gymnázium v Bukurešti, poté pracoval v redakci Rumunského rozhlasu, psal scénáře pro film a působil jako redaktor dětského časopisu Cutezătorii. Především v padesátých letech publikoval celou řadu děl určených dětem a mládeži, ve kterých spontánně a s humorem spojoval svět pohádky s realitou.

## Výběrová bibliografie
- Multe, multe luminițe (1951, Hodně, hodně světla),
- Marea bătălie dela Iazul Mic (1953, Velká bitva na Malém jezeře), román, vyšlo slovensky,
- Mai e un loc pe genunchi (1956, Na kolenou je ještě místo), slovensky jako Poďťe, poviem vám rozprávku,
- Cartea cu ochi albaștri (1959, Kniha s modrýma očima), román,
- Scrisori pe adresa băieților mei (1960, Dopisy mým synům), česky jako Pohádky pro mé syny,
- Nu fugi, ziua mea frumoasă! (1970, Neutíkej, můj krásný dni).

## Česká vydání
- Kdo má zuby?, SNDK, Praha 1960, z rumunského originálu Cine are dinți? přeložila Zdenka Vyhlídalová, leporelo
- Pohádky pro mé syny, SNDK, Praha 1960, přeložila Zdenka Elíasová, znovu 1968,
- Inkoustová Sněhurka, Albatros, Praha 1972, vybrala a přeložila Eva Strebingerová,
- Namalujme si panáčka, Albatros, Praha 1977, z rumunského oroginálu A fost odată un băietel pe un gard přeložila Eva Strebingerová, leporelo.
- Velká novina, Albatros, Praha 1980, z rumunského oroginálu O veste mare despre un băiat mic přeložila Eva Strebingerová, leporelo.